# Ana Ivanović
Ana Ivanović (srpski: Ана Ивановић) (Beograd, 6. studenoga 1987.) umirovljena je srbijanska tenisačica. Nekadašnja je prva tenisačica svijeta. Osvajačica je jednog Grand Slam naslova (Roland Garros 2008.)

## Životopis
Tenis je počela igrati s 5 godina nakon što ga je gledala na televiziji. Idol joj je bila Monika Seleš. Preklinjala je roditelje da je upišu u lokalnu tenisku školu, pa su joj roditelji kupili reket za 5. rođendan i odmah se zaljubila u njega. Kćer je majke Dragane i oca Miroslava. Ima i mlađeg brata Miloša. Najbolji udarac joj je forhend, a voli igrati na svim podlogama. Obožava gledati filmove (naročito trilere), čitati povijesne knjige i slušati pop i R'n'B. Divi se Rogeru Federeru i njegovom profesionalizmu na terenima i izvan njega. Pomalo je praznovjerna, pa tako lopticu samo jednom lupi od pod prije nego servira i ne hoda po linijama terena. Ponekad se za mečeve priprema tako što rješava Sudoku ili igra Backgammon u svlačionici. Opisuje sebe kao osjećajnu osobu, sa sportskim duhom i jakom voljom. 

## Pregled karijere
Debitirala je 2003. kao profesionalac na ITF turnirima (sudjelovala na četiri turnira), i na WTA turniru u Luksemburgu gdje je izgubila u kvalifikacijama.
Šira javnost ju je upoznala 2004. godine na juniorskom Wimbledonu gdje je stigla do finala. Te godine nanizala je 26 pobjeda osvojivši pritom 4 ITF turnira. Njen prvi profesionalni uspjeh bio je u Zürichu kada je u drugom kolu izbacila favoriziranu Amerikanku Venus Williams. Dobru igru tijekom cijele godine okrunila je ulaskom u Top 100 na WTA listi, a godinu je počela kao 705. igračica svijeta.
Godina 2005. bila je sezona u kojoj se Ana probila u vrhunski tenis. Na početku godine osvojila je svoj prvi WTA turnir. Bilo je to u Canberri, na turniru u koji je ušla kroz kvalifikacije. Zanimljivo je da je u finalu pobijedila istu igračicu koju je pobijedila i u kvalifikacijama istog turnira. Naime, Melinda Czink se kao sretna gubitnica (Lucky loser) plasirala u glavni ždrijeb i probila sve do finala gdje ju je Ana još jednom svladala. Iste godine načinila je pravo izneneđenje kad je u trećem kolu Roland Garrosa izbacila domaću uzdanicu Amelie Mauresmo. Bila je druga najviše plasirana tenisačica koja je debitirala na US Openu .

## Sezona 2006.
Godinu 2006. počela je igrajući na Hopman kupu, a nastupila je zajedno s Novakom Đokovićem, gdje su za malo izborili finale. Do kraja godine, Ana je uspjela osvojiti svoj drugi turnir u profesionalnoj karijeri. Tjedan dana prije početka US Opena bila je najbolja na turniru iz Tier I serije u kanadskom Montrealu. Na putu do naslova svladala je i dvije visoko postavljene nositeljice,  Safinu (9) u polufinalu i Hingis (7) u finalu. U srpnju je počela suradnju s kondicijskim trenerom Scottom Burnsom. Zanimljivo je da je na 15 odigranih turnira u ovoj godini, od 14 poraza, čak 9 doživjela od Ruskih igračica. Do srpnja mjeseca, ako se izuzme predaja Kineskinji Na Li gubila je samo od Ruskinja.

Nastupi u 2006.
| Br. | Nadnevak       | Turnir                       | Kolo         | Protivnica           | Rezultat    |
| 1.  | Siječanj 2006. | Sydney, Australija           | Četvrtfinale | Svjetlana Kuznjecova | 6:7 3:6     |
| 2.  | Siječanj 2006. | Tokio, Japan                 | 2. kolo      | Marija Kiriljenko    | 4:6 4:6     |
| 3.  | Veljača 2006.  | Antwerpen, Belgija           | 2. kolo      | Nadja Petrova        | 5:7 3:6     |
| 4.  | Ožujak 2006.   | Indian Wells, SAD            | Četvrtfinale | Jelena Dementijeva   | 6:2 4:6 2:6 |
| 5.  | Svibanj 2006.  | Varšava, Poljska             | Četvrtfinale | Ana Čakvetadze       | 6:4 2:6 4:6 |
| 6.  | Svibanj 2006.  | Berlin, Njemačka             | 1. kolo      | Na Li                | predaja     |
| 7.  | Lipanj 2006.   | ’s-Hertogenbosch, Nizozemska | Četvrtfinale | Jelena Dementijeva   | 6:7 4:6     |
| 8.  | Srpanj 2006.   | San Diego, SAD               | 3. kolo      | Ana Čakvetadze       | 6:4 4:6 1:6 |
| 9.  | Kolovoz 2006.  | Los Angeles, SAD             | Četvrtfinale | Jelena Janković      | 4:6 6:7     |
| 10. | Kolovoz 2006.  | Montréal, Kanada             | Pobjeda      | Martina Hingis       | 6:2 6:3     |
| 11. | Rujan 2006.    | New York, SAD                | 3. kolo      | Serena Williams      | 2:6 4:6     |
| 12. | Rujan 2006.    | Bali, Indonezija             | 1. kolo      | Olga Pučkova         | 3:6 6:4 2:6 |
| 13. | Rujan 2006.    | Luxembourg, Luksemburg       | 1. kolo      | Venus Williams       | 3:6 4:6     |
| 14. | Listopad 2006. | Linz, Austrija               | Četvrtfinale | Marija Šarapova      | 6:7 5:7     |
| 15. | Listopad 2006. | Hasselt, Belgija             | Četvrtfinale | Michaella Krajicek   | 3:6 4:6     |

## Sezona 2007.
U 2007. godini dogurala je do trećeg kola Australian Opena (izgubila od Ruskinje Vjere Zvonarjeve), te izborila finale jakog turniru u Tokiu gdje je izgubila od Hingis s 2:0 u setovima. Sljedeći naslov osvaja na turniru u Berlinu 13. svibnja. U finalu je savladala Ruskinju Svjetlanu Kuznjecovu i tim se rezultatom probila na 8. mjesto WTA ljestvice, čime se prvi puta našla u najboljih 10 tenisačica svijeta. Da je igračica od koje se može još više očekivati u budućnosti pokazala je na Roland Garrosu. Uvjerljivim igrama "pomela" je sve protivnice do finala, gdje ju je čekala najbolja igračica svijeta - Justine Henin. Henin je slavila s uvjerljivih 2:0 (6:1, 6:2). Ovaj rezultat je Anu doveo na 6. mjesto WTA ljestvice, što joj je do tog trenutka najbolji plasman u karijeri.
Nakon odličnog rezultata na Grand Slamu u Francuskoj, igra i polufinale u Wimbledonu gdje gubi od kasnije pobjednice turnira Venus Willimas u polufinalu. Do sljedećeg, i posljednjeg, Grand Slam turnira sezone igrala je samo u Los Angelesu i slavila protiv Nadje Petrove u finalu s 2:0. Nakon toga postaje pobjednica WTA turnira u Luksemburgu, a odlični rezultati u ovoj godini rezultirali su kvalificiranjem na završni Masters turnir u Madridu. U grupnoj fazi zauzela je drugo mjesto, iza Marije Šarapove, da bi u konačnici bila poražena u polufinalnom susretu od kasnije pobjednice mastersa - Justine Henin. Konačni plasman u 2007. godini je 4. mjesto s 3461 osvojenim bodom, mjesto iza sunarodnjakinje Jelene Janković.
Nastupi u 2007.
| Br. | Nadnevak       | Turnir                   | Kolo          | Protivnica           | Rezultat         |
| 1.  | Siječanj 2007. | Gold Coast, Australija   | Četvrtfinale  | Shahar Pe'er         | 7:5 4:6 4:6      |
| 2.  | Siječanj 2007. | Sydney, Australija       | Četvrtfinale  | Nicole Vaidišová     | 4:6 2:6          |
| 3.  | Siječanj 2007. | Australian Open          | 3. kolo       | Vjera Zvonarjeva     | 1:6 2:6          |
| 4.  | Veljača 2007.  | Tokio, Japan             | Finale        | Martina Hingis       | 4:6 2:6          |
| 5.  | Veljača 2007.  | Antwerpen, Belgija       | Četvrtfinale  | Kim Clijsters        | 2:6 1:6          |
| 6.  | Ožujak 2007.   | Indian Wells, SAD        | Četvrtfinale  | Sybille Bammer       | 7:6 0:6 3:6      |
| 7.  | Ožujak 2007.   | Miami, SAD               | 2. kolo       | Jaroslava Švedova    | 5:7 4:6          |
| 8.  | Travanj 2007.  | Amelia Island, SAD       | Polufinale    | Tatiana Golovin      | 4:6 6:3 4:6      |
| 9.  | Travanj 2007.  | Charleston, SAD          | Osmina finala | Vjera Zvonarjeva     | 3:6 3:6          |
| 10. | Svibanj 2007   | Berlin, Njemačka         | Pobjeda       | Svjetlana Kuznjecova | 3:6 6:4 7:6(7:4) |
| 11. | Lipanj 2007.   | Roland Garros, Francuska | Finale        | Justine Henin        | 1:6 2:6          |
| 12. | Srpanj 2007.   | Wimbledon, Engleska      | Polufinale    | Venus Williams       | 2:6 4:6          |
| 13. | Kolovoz 2007   | Los Angeles, SAD         | Pobjeda       | Nadja Petrova        | 7:5 6:4          |
| 14. | Kolovoz 2007.  | Toronto, Kanada          | 2. kolo       | Zi Jan               | 3:6 1:6          |
| 15. | Rujan 2007.    | US Open                  | 4. kolo       | Venus Williams       | 4:6 2:6          |
| 16. | Rujan 2007.    | Luksemburg               | Pobjeda       | Daniela Hantuchova   | 3:6 6:4 6:4      |
| 17. | Listopad 2007. | Stuttgart, Njemačka      | Osmina finala | Katerina Bondarenko  | 2:6 6:1 3:6      |
| 18. | Listopad 2007  | Zürich, Švicarska        | 2. kolo       | Tatiana Golovin      | 3:6 1:6          |
| 19. | Studeni 2007.  | Madrid, Španjolska       | Polufinale    | Justine Henin        | 4:6, 4:6         |

## Sezona 2008.
Ana je kao 4. nositeljica sezonu počela u Sydneyu. U polufinalu ju je zaustavila Justine Henin. Potom se na Australian Openu, igrom kakva dolikuje trećoj igračici svijeta probila u finale gdje je igrala s Marijom Šarapovom, koja je slavila u dva seta 7:5 i 6:3. Prethodno, u polufinalu, uspjela je dobiti meč protiv Daniele Hantuchove u kojem je izgubila prvih osam gemova u meču (0:6, 0:2), da bi na kraju slavila 0:6, 6:3, 6:4. Ovaj rezultat ju je, nakon završetka turnira, postavio na najbolji renking karijere - 2. mjesto. Dobre igre rezultirale su osvajanjem turnira iz Masters serije, onog u Indian Wellsu, gdje je u finalu lako svladala Ruskinju Svetlanu Kuznjecovu. Nakon povlačenja najbolje svjetske tenisačice, Justine Henin, iz svijeta tenisa, ukazala joj se prilika da bude na čelu najboljih tenisačica svijeta. Osvajanjem Roland Garrosa u tome je i uspjela i time postala prva Srpkinja kojoj je to uspjelo. Izravan okršaj za prvo mjesto na WTA listi imala je u polufinalu sa sunarodnjakinjom Jelenom Janković, ali je Ana pružila mnogo bolju igru i zasluženo ponijela titulu najbolje na svijetu. Nakon tog uspjeha, mnogo se očekivalo od nje i na Wimbledonu, ali je iznenađujuće poražena u 2. kolu od Kineskinje Ćie Ženg s 2:0 u setovima. Svjetlana Kuznjecova i Jelena Janković su poslije njenog ranog ispadanja imale priliku maknuti Anu s pozicije najbolje tenisačice, ali su i one neslavno završile vimbldonsku avanturu, ispavši već u 4. kolu. Do turnira u austrijskom Linzu, na kojem je slavila, nije zbilježila značajnije rezultate, što je u konačnici rezultiralo padom na 4. mjesto WTA liste. Na teniskom Mastersu u Dohi izgubila je oba meča u skupini i nije se plasirala u daljnu fazu natjecanja. Godinu je završila na 5. mjestu.
Nastupi u 2008.
| Br. | Nadnevak       | Turner                      | Kolo           | Protivnica          | Rezultat    |
| 1.  | Siječanj 2008. | Sydney, Australija          | Polufinale     | Justine Henin       | 2:6 6:2 4:6 |
| 2.  | Siječanj 2008. | Australian Open             | Finale         | Marija Šarapova     | 5:7 3:6     |
| 3.  | Veljača 2008.  | Doha, Katar                 | 3. kolo        | Agnieszka Radwanska | predaja     |
| 4.  | Veljača 2008.  | Dubai, UAE                  | Četvrtfinale   | Jelena Dementijeva  | 7:5 3:6 3:6 |
| 5.  | Ožujak 2008.   | Indian Wells, SAD           | Osvojen turnir | Svetlana Kuznjecova | 6:4 6:3     |
| 6.  | Ožujak 2008.   | Miami, SAD                  | 3. kolo        | Lindsay Davenport   | 4:6 2:6     |
| 7.  | Svibanj 2008.  | Berlin, Njemačka            | Polufinale     | Jelena Dementijeva  | 2:6 5:7     |
| 8.  | Svibanj 2008.  | Rim, Italija                | 2. kolo        | Cvetana Pironkova   | 4:6 7:5 2:6 |
| 9.  | Lipanj 2008.   | Roland Garros               | Osvojen turnir | Dinara Safina       | 6:4 6:3     |
| 10. | Srpanj 2008.   | Wimbledon, Velika Britanija | 3. kolo        | Ćie Ženg            | 2:6 5:7     |
| 11. | Srpanj 2008.   | Montreal, Kanada            | 3. kolo        | Tamira Paszek       | 2:6 6:1 2:6 |
| 12. | Kolovoz 2008.  | US Open, SAD                | 2. kolo        | Julie Coin          | 3:6 6:4 3:6 |
| 13. | Rujan 2008.    | Tokio, Japan                | 2. kolo        | Nadja Petrova       | 1:6 6:1 2:6 |
| 14. | Rujan 2008.    | Peking, Kina                | 3. kolo        | Ćie Ženg            | 6:7 6:2 4:6 |
| 15. | Listopad 2008. | Moskva, Rusija              | 2. kolo        | Dominika Cibulkova  | 6:3 2:6 6:7 |
| 16. | Listopad 2008. | Zürich, Švicarska           | Polufinale     | Venus Williams      | 6:4 3:6 4:6 |
| 17. | Listopad 2008. | Linz, Austrija              | Osvojen turnir | Vjera Zvonarjeva    | 6:2 6:1     |

## Sezona 2009.
Ana godinu nije počela obećavajuće. Ni na jednom turniru do Indian Wellsa, uključujući i Australian Open nije uspjela pobijediti tri puta u nizu. Takvi porazni rezultati za nedavno prvu igračicu svijeta spustili su je na sedmo mjesto WTA liste. Nakon proboja u finale Indian Wellsa (poraz od Zvonarjeve), činilo se da je napokon podigla razinu igre, ali do kolovoza nije uspjela doći dalje od osmine finala niti na jednom turniru (Roland Garros i Wimbledon 1/16F). Nakon poraza u 4. kolu Roland Garrosa, turnira na kojem je branila naslov, ispala je iz prvih deset tenisačica na WTA listi. Od lošijih igara zvuči i činjenica da se uglavnom na svakom turniru teško mučila i protiv dosta lošije rangiranih tenisačica.
Nastupi u 2009.
| Br. | Nadnevak       | Turner                       | Kolo            | Protivnica          | Rezultat        |
| 1.  | Siječanj 2009. | Brisbane, Australija         | 3. kolo         | Amelie Mauresmo     | 3:6 2:6         |
| 2.  | Siječanj 2009. | Australian Open              | 3. kolo         | Alisa Klejbanova    | 5:7 7:6 2:6     |
| 3.  | Veljača 2009.  | Dubai, UAE                   | Četvrtzavršnica | Serena Williams     | 4:6 4:6         |
| 4.  | Ožujak 2009.   | Indian Wells, SAD            | Finale          | Vjera Zvonarjeva    | 6:7 2:6         |
| 5.  | Ožujak 2008.   | Miami, SAD                   | 3. kolo         | Agnes Szavay        | 4:6 6:4 1:6     |
| 6.  | Svibanj 2009.  | Rim, Italija                 | 3. kolo         | Agnieszka Radwanska | 1:6 6:3 4:6     |
| 7.  | Lipanj 2009.   | Roland Garros                | 4. kolo         | Viktorija Azarenka  | 2:6 3:6         |
| 8.  | Lipanj 2009.   | Eastbourne, Velika Britanija | 1. kolo         | Nadja Petrova       | 1:6 6:4 4:6     |
| 9.  | Srpanj 2009.   | Wimbledon, Velika Britanija  | 4. kolo         | Venus Williams      | 1:6 1:0 predaja |
| 10. | Kolovoz 2008.  | Los Angeles, SAD             | 3. kolo         | Samantha Stosur     | 3:6 2:9         |
| 11. | Kolovoz 2009.  | Cincinnati, SAD              | 2. kolo         | Melinda Czink       | 6:7 5:7         |
| 12. | Kolovoz 2009.  | Toronto, Kanada              | 2. kolo         | Lucie Šafarova      | 6:3 5:7 3:6     |

## Sezone 2010. – 2011.
Sezonu je počela na turniru u Brisbaneu, gdje je stigla do poluzavršnice, prve nakon ožujka 2009. (Indian Wells). Kao 20. nositeljica ispala je u drugom kolu Australian Opena. Dva poraza je zabilježila i za FED kup reprezentaciju Srbije u mečevima protiv FED kup reprezentacije Rusije. Zbog lagane ozljede nije igrala do Indian Wellsa, gdje je ispala u drugom kolu. To joj je bilo prvi puta u karijeri da je izgubila četiri meča zaredom. Loši rezultati spustili su je na tek 58. mjesto WTA ljestvice. Na sljedeća dva turnira već u ranoj fazi izgubila je od Agnieszke Radwanske. Seriju loših rezultata nakratko je popravio plasman u finale turnira u Rimu. Zapaženijih rezultata do US Opena nije imala. Tamo je stigla do osmine finala, gdje ju je porazila kasnija osvajačica turnira - Kim Clijsters. Tek pred kraj godine Ana pronalazi svoju staru formu i osvaja turnire u Linzu i Baliju. Ti rezultati su je vratili među 20 najboljih na svijetu. 
2011. godina nije počela najbolje. Izgubila je već u prvom kolu Australian opena (Ekaterina Makarova). Sve do posljednjeg turnira u godini, onog u Baliju nije igrala niti jedno finale. Za turnir u Baliju organizatori su joj dali pozivnicu kako bi imala mogućnost obrane prošlogodišnjeg naslova, u čemu je i uspjela. S jedanaestom titulom u karijeri, godinu je završila na 21. mjestu WTA liste.

## Sezone 2012. – 2013.
U ovim sezonama Ana nije uspjela osvojiti niti jedan WTA naslov, ali je imala nekoliko zapaženijih rezultata: polufinale Indian Wellsa 2012., četvrtfinale US Opena 2012., polufinale Moskve 2012., finale FED kupa 2012., polufinale Madrida 2013.2013. godinu završila je kao 16. igračica svijeta. Zanimljivo je da je na turniru u Torontu 2012. godine izgubila od Roberte Vinci rezultatom 6:0, 6:0, te se tako pridružila Ruskinjama Safini i Šarapovoj, kao igračicama koje su također izgubile tim rezultatom, a bile su u karijeri i prve igračice svijeta.

## Sezona 2014.
Sve frustracije nastale lošim rezultatima u prethodne četiri sezone Ana je zaliječila osvajanjem četiri turnira u 2014. godini. Bila je najbolja u Oaklandu (Novi Zeland), Monterreyu (Meksiko), Birminghamu (Ujedinjeno Kraljevstvo) i Tokiju (Japan). Dobri rezultati odveli su je na završni turnir u Singapuri, gdje je ispala u grupnoj fazi natjecanja zbog lošijeg set količnika (omjer pobjeda i poraza 2:1). Sezonu završava među prvih 5 tenisačica svijeta.

## Sezona 2015.
Godinu je otvorila finalom Brisbanea (Marija Šarapova).  Neočekivano gubi u prvom kolu Australije od Čehinje Lucije Hradecke, navodno zbog ozljede nožnog prsta. Zbog istog razloga propušta nastupe za FED kup reprezentaciju Srbije. 

## Odigrana finala (15)

### Pojedinačno (11)
| Br. | Datum               | Turnir        | Suparnica u finalu         | Rezultat         |
| 1.  | 15. siječnja 2005.  | Canberra      | Melinda Czink              | 7:5, 6:1         |
| 2.  | 21. kolovoza 2006.  | Montréal      | Martina Hingis             | 6:2, 6:3         |
| 3.  | 13. svibnja 2007.   | Berlin        | Svjetlana Kuznjecova       | 3:6, 6:4, 7:6(4) |
| 4.  | 12. kolovoza 2007.  | Los Angeles   | Nadja Petrova              | 7:5, 6:4         |
| 5.  | 30. rujna 2007.     | Luxembourg    | Daniela Hantuchová         | 3:6, 6:4, 6:4    |
| 6.  | 23. ožujka 2008.    | Indian Wells  | Svjetlana Kuznjecova       | 6:4, 6:3         |
| 7.  | 7. lipnja 2008.     | Roland Garros | Dinara Safina              | 6:4, 6:3         |
| 8.  | 26. listopada 2008. | Linz          | Vjera Zvonarjeva           | 6:2, 6:1         |
| 9.  | 17. listopada 2010. | Linz          | Patty Schnyder             | 6:1, 6:2         |
| 10. | 7. studenoga 2010.  | Bali          | Alisa Klejbanova           | 6:2, 7:6(5)      |
| 11. | 6. studenog 2011.   | Bali          | Anabel Medina Garrigues    | 6:3, 6:0         |
| 12. | 4. siječnja 2014.   | Oakland       | Venus Williams             | 6:2, 5:7, 6:4    |
| 13. | 7. travnja 2014.    | Monterrey     | Jovana Jakšić              | 6:2, 6:1         |
| 14. | 15. lipnja 2014.    | Birmingham    | Barbora Zahvalova Strycova | 6:3, 6:2         |
| 15. | 21. rujna 2014.     | Tokio         | Carolina Wozniacki         | 6:2, 7:6(2)      |

### Parovi (1)
| Br. | Nadnevak | Turnir        | Partnerica        | Suparnice u finalu | Rezultat    |
| 1.  | 2006.    | Hertogenbosch | Marija Kiriljenko | Yan Zi Zheng Jie   | 6:3 2:6 2:6 |

## Nastupi na Grand Slamovima
| Grand Slam      | 2005. | 2006. | 2007. | 2008. | 2009. | Naslovi |
| Australian Open | 3k    | 2k    | 3k    | F     | 0     |         |
| Roland Garros   | ¼F    | 3k    | F     | 1.    | 1     |         |
| Wimbledon       | 3k    | 4k    | 1/2F  | 3k    | 0     |         |
| US Open         | 2k    | 3k    | 4k    | 2k    | 0     |         |

## Zarada
| Godina | Grand Slam naslovi | WTA naslovi | Ukupno naslova | Zarada u $                                                                            | Plasman po zaradi                                                              |
| ------ | ------------------ | ----------- | -------------- | ------------------------------------------------------------------------------------- | ------------------------------------------------------------------------------ |
| 2003.  | 0                  | 0           | 0              | 2,630 Arhivirana inačica izvorne stranice od 15. prosinca 2018. (Wayback Machine)     | 732.                                                                           |
| 2004.  | 0                  | 0           | 0              | 58,010 Arhivirana inačica izvorne stranice od 15. prosinca 2018. (Wayback Machine)    | 166.                                                                           |
| 2005.  | 0                  | 1           | 1              | 472,547 Arhivirana inačica izvorne stranice od 15. prosinca 2018. (Wayback Machine)   | 29.                                                                            |
| 2006.  | 0                  | 1           | 1              | 671,616 Arhivirana inačica izvorne stranice od 13. kolovoza 2006. (Wayback Machine)   | 20.                                                                            |
| 2007   | 0                  | 3           | 3              | 1,960,354 Arhivirana inačica izvorne stranice od 29. rujna 2020. (Wayback Machine)    | 4                                                                              |
| 2008*  | 0                  | 0           | 0              | 1,068,090 Arhivirana inačica izvorne stranice od 12. kolovoza 2020. (Wayback Machine) | 3 Arhivirana inačica izvorne stranice od 16. lipnja 2007. (Wayback Machine)    |
| Career | 0                  | 5           | 5              | 3,191,857 Arhivirana inačica izvorne stranice od 15. prosinca 2018. (Wayback Machine) | 59 Arhivirana inačica izvorne stranice od 15. prosinca 2018. (Wayback Machine) |

(*) Stanje do 12. svibnja 2008.

## Turnirski nastupi
| Turnir                    | 2003. | 2004. | 2005. | 2006.  | 2007.  | 2008.  | Nastup/Naslov | Pob./Por. |
| ------------------------- | ----- | ----- | ----- | ------ | ------ | ------ | ------------- | --------- |
| Australian Open           | NN    | NN    | 3k.   | 2k.    | 3k.    | F      | 0 / 3         | 5-3       |
| Roland Garros             | NN    | NN    | 1/4F  | 3k.    | F      | Naslov | 1 / 4         | 19-3      |
| Wimbledon                 | NN    | NN    | 3k.   | 4k.    |        |        | 0 / 2         | 5-2       |
| US Open                   | NN    | NN    | 2k.   | 3k.    |        |        | 0 / 2         | 3-2       |
| Grand Slam Pobjede/porazi | 0-0   | 0-0   | 9-4   | 8-4    | 8-2    | 13-1   | 25-10         |           |
| WTA Masters               | NN    | NN    | NN    | NN     |        |        | 0 / 0         | 0-0       |
| Tokio                     | NN    | NN    | NN    | 2k.    | F      |        | 0 / 2         | 5-2       |
| Indian Wells              | NN    | NN    | NN    | 1/4F   | 4k.    | Naslov | 0 / 2         | 5-2       |
| Miami                     | NN    | NN    | 1/4F  | 4k.    | 2k.    |        | 1 / 4         | 6-3       |
| Charleston                | NN    | NN    | NN    | NN     | 3k.    |        | 0 / 1         | 1-1       |
| Berlin                    | NN    | NN    | 1k.   | 1k.    | Naslov |        | 1 / 3         | 6-2       |
| Rim                       | NN    | NN    | 3k.   | NN     | NN     |        | 0 / 1         | 2-1       |
| San Diego                 | NN    | NN    | NN    | 3k.    |        |        | 0 / 1         | 2-1       |
| Montreal                  | NN    | NN    | 3k.   | Naslov |        |        | 1 / 2         | 7-0       |
| Moskva                    | NN    | NN    | NN    | NN     |        |        | 0 / 0         | 0-0       |
| Zürich                    | NN    | 2k.   | 1/2F  | NN     | 2k.    |        | 0 / 2         | 4-2       |
| Odigrano turnira          | 1     | 5     | 16    | 19     | 10     | -      | 51            | 5         |
| Finalistica               | 0     | 0     | 0     | 0      | 2      | -      | 2             | 0         |
| Osvojeni turniri          | 0     | 0     | 1     | 1      | 1      | -      | 3             | 1         |
| Pob./Por. - tvrda podloga | 1-1   | 6-3   | 26-8  | 24-11  | 8-5    | -      | 65-27         | -         |
| Pob./Por. - zemlja        | 0-0   | 0-1   | 9-4   | 4-3    | 16-3   | -      | 23-10         | -         |
| Pob./Por. - trava         | 0-0   | 0-1   | 2-1   | 5-2    | 0-0    | -      | 7-4           | -         |
| Pob./Por. - tepih         | 0-0   | 0-0   | 3-1   | 2-2    | 6-2    | -      | 11-5          | -         |
| Ukupno Pob./Por.          | 1-1   | 6-5   | 40-14 | 35-18  | 30-10  | -      | 112-48        |           |
| Ranking na kraju godine   | 705.  | 97.   | 16.   | 14.    | 4.     | -      | -             | -         |

NN - nije nastupala na turniru

## Nagrade
- Sony Ericsson WTA Tour - tenisačica koja je najviše napredovala u 2005.
- "Miss Fed Cup 2006" za Euro/Afričku zonu
- U anketi Tennisreportersa izabrana je za naseksipilniju tenisačicu  na svijetu

## Vanjske poveznice
- WTA profil
- Službena web stranica